# شناگر (فیلم ۱۹۶۸)
شناگر (انگلیسی: The Swimmer) فیلمی به کارگردانی فرانک پری و سیدنی پولاک است که در سال ۱۹۶۸ منتشر شد.

## بازیگران
- برت لنکستر
- جنیس رول
- کیم هانتر
- برنی همیلتون
- دایانا مالدور
- جون ریورز
- جان چیور
- چارلز دریک
- مارج چامپیون